# Moyeuvre-Petite
Moyeuvre-Petite è un comune francese di 517 abitanti situato nel dipartimento della Mosella nella regione del Grand Est.

## Società

### Evoluzione demografica
Abitanti censiti